# La Pare
Pour les articles homonymes, voir Pare et Para.
La Pare, appelée également la Para ou la Tornette, est un sommet des Préalpes vaudoises, en Suisse, qui culmine à 2 540 m d'altitude,.
Avec le Châtillon et le Tarent, la Para forme un chaînon qui surplombe la vallée des Ormonts et le village des Diablerets au sud, le col des Mosses à l'ouest et L'Étivaz au nord.

## Toponymie
Dans la mémoire collective, cette montagne a deux noms : La Tornette ou La Pare. Les géographes ont interprété cet usage local de différentes manières au cours de l'histoire, rajoutant notamment un -az final à ces deux noms.
- Atlas de Meyer
  - 1802-1843 : nom inexistant
- Carte Dufour
  - 1844-1862 : Tornette
  - 1863-1893 : peu lisible (vraisemblablement Tornettaz)
- Carte Siegfried
  - 1894-1949 : La Paraz ou Tornettaz
- Cartes d'État-major
  - 1950-1979 : La Tornette ou Para
  - 1980-2003 : La Para
  - 2004-actuellement (2021) : La Pare